# Fabryka Samochodów Małolitrażowych

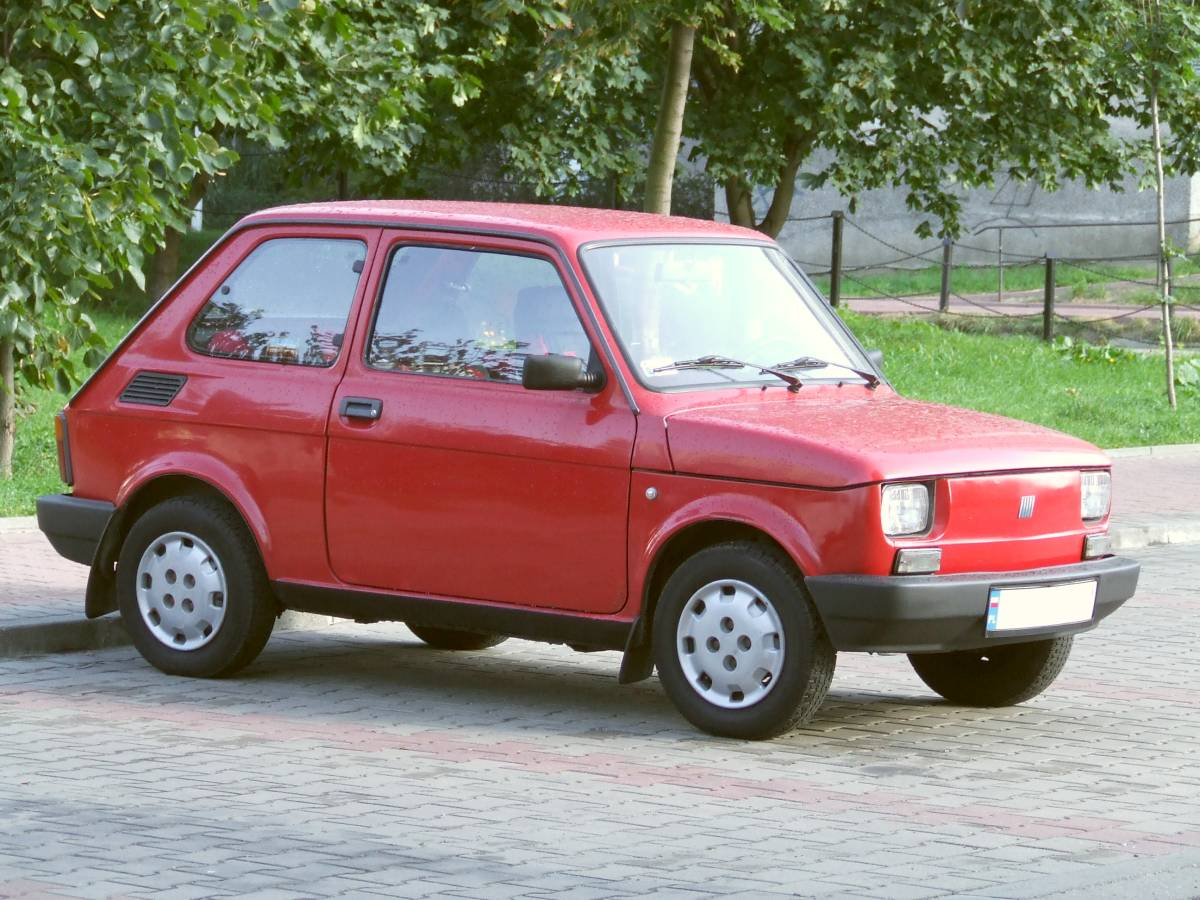
Fiat 126p – FSM 126p

Fabryka Samochodów Małolitrażowych (FSM) var ett polskt bilmärke och fordonstillverkare i Polen. Fabriken ägs sedan 1992 av Fiat.
1972 startades Fabryka Samochodów Małolitrażowych (FSM) för att tillverka Fiat 126 under namnet Polski Fiat 126p. Produktionen i Polen fortsatte sedan tillverkningen upphört i Italien. FSM exporterade bilen, främst till andra Warszawapaktsländer, men även till väst. Idag heter FSM-fabriken Fiat Auto Poland sedan den italienska koncernen 1992 köpte fabriken.